# Břestovec jižní
Břestovec jižní (Celtis australis) je listnatý strom z čeledi konopovitých (Cannabaceae). Dříve byl řazen mezi jilmovité (Ulmaceae). Jeho jméno odvodil J. S. Presl od jména břest, tak se také jilmu říkalo.

## Popis
Strom bývá maximálně 25 metrů vysoký, koruna je rozložitá, větve jsou velmi dlouhé. Borka je podobně jako u buku hladká, olivově šedá.

Listy jsou 5–15 cm dlouhé, oválné, s dlouhou špičkou. Okraje jsou zubaté. Stejně jako u jilmu je stavba listu asymetrická, levá i pravá strana čepele nejsou stejné. Květy jsou drobné, nažloutle zelené.

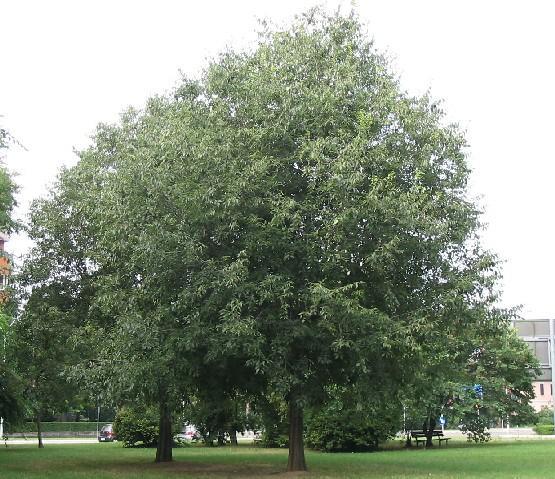
Břestovec jižní

Plody jsou asi 1 cm tlusté peckovice na dlouhých stopkách. Jsou jedlé, sladké a trpké. Listy se užívají jako koření.[zdroj?]

## Použití
Dřevo břestovce je pevné, lehké a ohebné. Používalo se k výrobě rybářských prutů a bičů (ketlis znamená řecky bič, odtud vědecký název Celtis). Břestovec byl ještě v třetihorách v Evropě velmi rozšířen, ale příchod doby ledové vyhubil mnoho druhů. V našich podmínkách rostou jen tři druhy břestovců v botanických zahradách. V tropických pásmech roste na dalších 60 druhů.
Vzhledem k tomu, že dobře snáší chudé půdy, sucho, plné slunce i zastínění a dobře prospívá i v znečištěném ovzduší, bývá vysazován jako okrasná dřevina, zejména v nižších polohách.

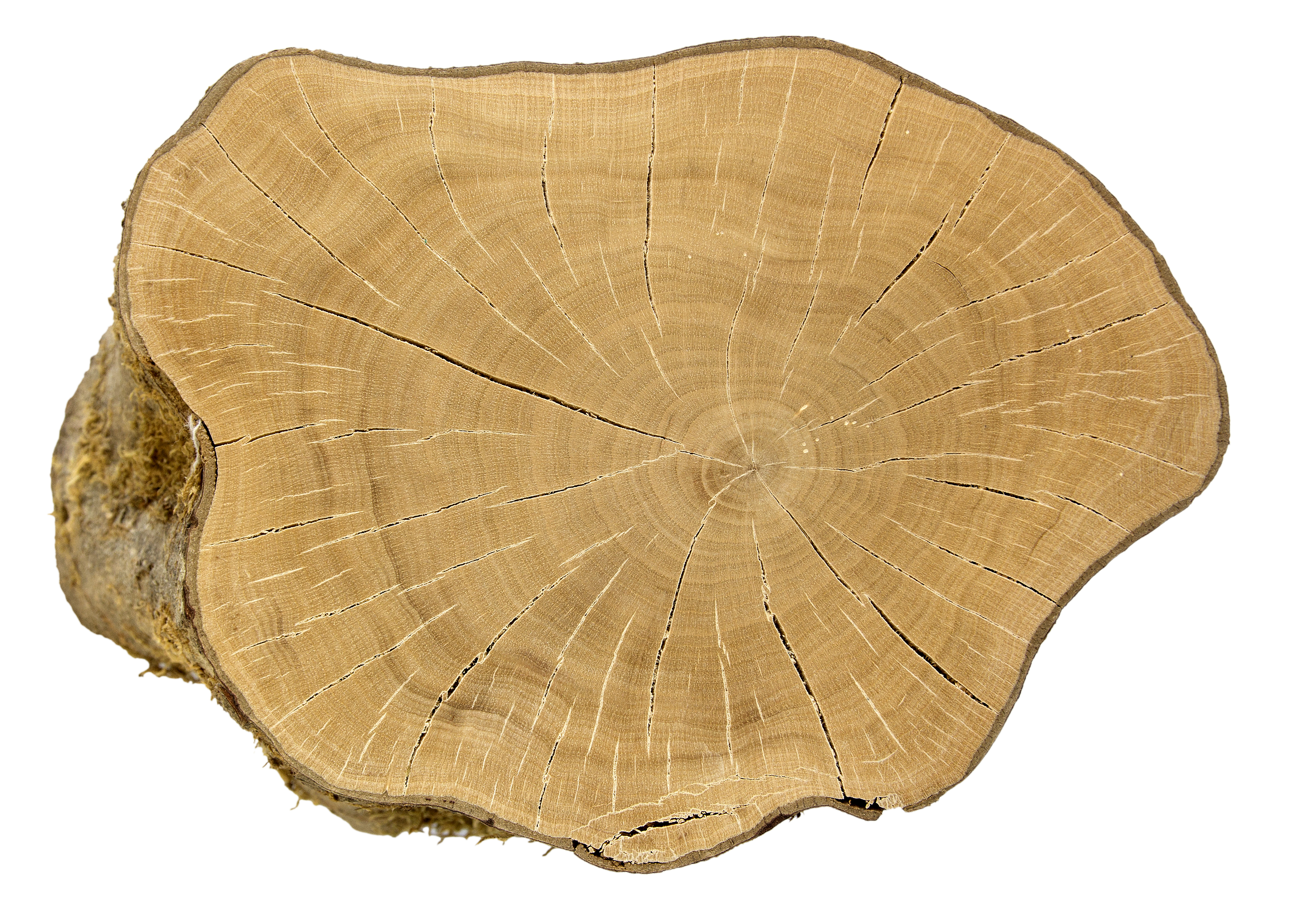
Dřevo břestovce jižního